# Синт Гилис Вас
Синт Гилис Вас (на нидерландски: Sint-Gillis-Waas) е селище в Северна Белгия, окръг Синт Никлас на провинция Източна Фландрия. Населението му е около 17 900 души (2006).

## Известни личности
Родени в Синт Гилис Вас
- Мариане Тейсен (р. 1956), политик